# Astragalus oxyodon
Astragalus oxyodon är en ärtväxtart som beskrevs av John Gilbert Baker. Astragalus oxyodon ingår i släktet vedlar, och familjen ärtväxter. Inga underarter finns listade i Catalogue of Life.